# Norbert Wangen
Norbert Wangen (* 1962 in Prüm) ist ein deutscher Möbel- und Industriedesigner. Er lebt und arbeitet in Lugano und Wien.

## Leben
Nach seinem Abitur 1981 absolvierte Norbert Wangen eine Schreinerlehre und begann parallel an der Kunstakademie in Düsseldorf ein Studium der Bildhauerei. Vor allem die Seminare von Attila Kotányi wurden prägend für seinen theoretischen Hintergrund. Kotanyi war Mitglied der Situatistischen Internationale – einer von 1957 bis 1972 bestehenden Künstlergruppe, die mit ihrer Forderung nach weitreichenden gesellschaftlichen Umbrüchen als Vorbild der 1968er-Bewegung in Frankreich diente. Von 1983 bis 1991 studierte Norbert Wangen an der Technischen Universität in München Architektur und beendete sein Diplom mit dem Entwurf eines Thermalbades in Aachen unter der Betreuung des österreichischen Architekten und Professors Friedrich Kurrent.

## Werke
Zu Beginn der 1990er Jahre entwarf Wangen verschiedene Bühnenbilder, darunter für die Produktion „Mercedes“ am Stadttheater Landshut 1991 sowie „The Zoo Story“ der Reitschule München 1992. Parallel widmete er sich zunehmend dem Design von Möbeln und Einrichtungsgegenständen. Sein Klappstuhl „Attila“, der während der Mailänder Möbelmesse 1993 vorgestellt wurde, wurde in die „Neuen Sammlung“ der Pinakothek der Moderne in München sowie in die Sammlung des Vitra Design Museums in Weil am Rhein aufgenommen. Von 1995 bis 2002 präsentierte Wangen seine Entwürfe jährlich auf der Kölner Möbelmesse Imm Cologne. Er nahm 1997 an der Messe ICFF in New York teil. Die Zeitschrift „Architektur & Wohnen“ wählte ihn 1998 unter die 100 besten Innenarchitekten und Designer Deutschlands. Für die neu errichtete Zentrale von Daimler-Benz am Potsdamer Platz in Berlin gestaltete er im selben Jahr ein Wandrelief, das in einem speziellen Verfahren aus Edelstahlgewebe aufgespannt ist.

### Schwerpunkt Küche
Für einen Wohnungsausbau in München entwickelte Norbert Wangen 1995 seine erste Küche. Ausgestattet mit einer aus Platzgründen verschiebbaren Arbeitsplatte, wurde sie zum Vorläufer des späteren Küchenmodells „K2“, das Wangen bis 2000 zur Serienreife weiterentwickelte und unter der Marke „Norbert Wangen“ vertrieben wird. 2003 wurde die Marke „Norbert Wangen“ vom italienischen Küchenhersteller Boffi übernommen. 2003 folgte die Einführung der Küchenmodelle „K10“ und „K11“, die das Thema des monolithischen Blocks weiter fortsetzen. Anstatt einer als Ganzes aufschiebbaren Arbeitsplatte können bei diesen einzelne Abdeckungen über Feuerstelle und Spüle aufgeklappt werden. Mithilfe eines integrierten Luftabzugssystems werden konventionelle Abzugshauben vermieden. Dies erleichtert eine freistehende Platzierung der Kücheninsel. 2008 wurde in Kooperation mit der Modemarke Missoni und dem Kunststoffproduzenten DuPont eine mit Mustern auf dem marmorähnlichen Verbundwerkstoff Corian bedruckte Version der Küche „K2“ vorgestellt. Seit 2006 entwickelt Norbert Wangen für Boffi verschiedene Produkte für den Badbereich, darunter die Armatur „W1“ sowie das Marmorwaschbecken „L10“. 2009 wurde die Küche „K2“ um die verlängerte Version „K1“ ergänzt sowie vom Yachtenhersteller San Lorenzo erstmals eine meerwassertaugliche Version der „K2“ an Bord der „San Lorenzo 100“ zum Einsatz gebracht.

### Arbeiten (Auswahl)
- 1991 – Bühnenbild für „Mercedes“ von Thomas Brasch am Stadttheater Landshut; Regie: Daniele Legler
- 1992 – Bühnenbild für „THE ZOO STORY“ von Edward Albee; freie Theaterproduktion in der Reitschule München; Regie: Daniele Legler
- 1991 – Regalsystem „R1“
- 1993 – Klappsessel „Attila“
- 1994 – Liege „L1“
- 1995 – Küche für Privatwohnung in München, Vorgänger der späteren „K2“
- 1996 – Z-Stuhl
- 1997 – Z-Serie (klappbare Sessel und Sofas, die sich zum Tisch bzw. Bett verwandeln lassen)
- 1999 – Kommode aus Edelstahl
- 2000 – erste Serienproduktion der Küche „K2“ unter dem Namen Norbert Wangen
- 2002 – Schranksystem „S1“ für Norbert Wangen
- 2003 – Küche „K11“ sowie als modulare Version „K10“ für Boffi
- 2004 – Küche „K12“ für Boffi
- 2006 – Bad-Armatur „W1“ für Boffi
- 2007 – Küche „K14“ und Marmorwaschbecken „L10“ für Boffi
- 2007 – Regal „R22“ (Prototyp)
- 2008 – Bad-Schränke „B14“ für Boffi
- 2009 – Küche „K1“ (verlängerte Version der „K2“ für Boffi)
- 2009 – Einbau der Küche „K2“ der Luxusyacht „San Lorenzo 100“

## Veröffentlichungen / Auszeichnungen (Auswahl)
- DOMUS Nr. 774, Septemberausgabe 1995
- SPACE (Korea), 06/1998
- Wallpaper, März/April 1998
- International Design Yearbook 1998/99 Richard Sapper
- Süddeutsche Zeitung Magazin, April 1999
- International Design Yearbook 2001/2002 Michele De Lucchi
- Interni Cover Nr. 542, Juni 2004
- DDN Nr. 119 Cover, 12/2004
- Wallpaper Design Awards (Kategorie: Best Domestic Design) für die Küche „k2“, 2004
- MD K10/S1, 05/2005
- International Design Yearbook 2007 Patricia Urquiola
- Zeit Magazin – Leben, 27. März 2008